# Empire (1964)
Empire is een Amerikaanse stomme zwart-witfilm uit 1964, geproduceerd en geregisseerd door Andy Warhol. Jonas Mekas verzorgde het camerawerk. Er spelen geen acteurs mee in de film. De protagonisten zijn Warhol zelf en mensen die toevallig op de film zijn vastgelegd.

## Verhaal
De film bestaat geheel uit een acht uur en vijf minuten durende onafgebroken opname van het Empire State Building tijdens de nacht. De film begint met een geheel wit scherm. Terwijl men de zon ziet ondergaan, wordt het Empire State Building zichtbaar. De lampen in het gebouw gaan aan, en de komende 6,5 uur ziet men de lampen afwisselend aan en uit gaan. Uiteindelijk gaan alle lampen uit en speelt het laatste stuk van de film zich geheel in het donker af.

## Rolverdeling
- Andy Warhol als zichzelf

## Achtergrond
De film werd opgenomen in de nacht van 25 op 26 juli, van 20:06 tot 2:42. De opnames werden gemaakt vanaf de 41e verdieping van het Time-Life Building. De opnames vonden plaats met een snelheid van 24 frames per seconde, maar de film zelf wordt afgespeeld met 16 frames per seconde. Daardoor heeft de film een speelduur van 8 uur en 5 minuten, terwijl er in werkelijkheid maar voor zes uur en 40 minuten is gefilmd.
Vanwege de lengte is de film voor de meeste mensen niet geheel uit te kijken, maar dat was ook deels Warhols bedoeling bij het maken van de film. Hij stond dan ook niet toe dat er ingekorte versies van de film zouden worden vertoond. Er bestaat echter desondanks een VHS-uitgave van de film die is ingekort tot 60 minuten. In 2005 werd de film in z’n geheel geprojecteerd op de buitenmuur van de Fly Tower van het Royal National Theatre in Londen.
In 2004 werd Empire toegevoegd aan de National Film Registry in de Library of Congress ter erkenning van de culturele en historische waarde van de film, en vanwege het gevaar dat de originele filmrol niet langer bewaard zou worden. In 2007 riep de website Nerve Empire uit tot een van "The Thirteen Greatest Long-Ass Movies of All Time".